# Go Crazy!
Go Crazy! è un album in studio della boy band sudcoreana 2PM, pubblicato nel 2014. Il disco fa parte della discografia coreana del gruppo.

## Tracce
1. Go Crazy! (미친거 아니야?) – 3:59
2. Like Tonight (오늘 같은 밤) – 3:25
3. She's Ma Girl – 3:08
4. Mine – 4:15
5. Awesome! – 3:24
6. Rain Is Falling (비가와) – 3:54
7. Boyfriend – 3:49
8. Pull&Pull – 3:13
9. Goodbye Trip (이별여행) – 3:04
10. Beautiful (Kor ver.) – 3:56
11. I'm Your Man (Kor ver.) – 3:10